# 打越鋼太郎
打越 鋼太郎（うちこし こうたろう、1973年11月17日 - ）は、トゥーキョーゲームス所属の日本のゲームクリエイター、シナリオライター。筆名は槻潮 鋼（つきしお はがね）。
代表作は、『Ever17』、『極限脱出シリーズ』。
本人は、「槻潮鋼は筆名として考えたが、誰も使ってくれないのでずっと本名でいく」と、ブログのプロフィール欄に記している。実際、槻潮鋼でクレジットされている作品は、KID社員として公式にクレジットされた最後の作品となった『Remember11 -the age of infinity-』のみで、それ以前の作品やその後制作に関与した『EVE new generation』や『12RIVEN -the Ψcliminal of integral-』等には本名の打越鋼太郎でクレジットされている。

## 略歴
東京都東村山市出身。法政大学を中退して1年制の専門学校に通ったのち、KIDに入社。『メモリーズオフ』で初のシナリオを手がける。
2007年にイシイジロウに誘われる形でチュンソフト（現スパイク・チュンソフト）に入社。
2017年にスパイク・チュンソフトを退社し、小高和剛らと共にトゥーキョーゲームスを設立し在籍中。

## 代表作

### ゲーム
- ペプシマン（1999年）：グラフィックデザイン[3]
- メモリーズオフシリーズ
  - メモリーズオフ（1999年）：シナリオ
  - メモリーズオフ 2nd（2001年）：シナリオ
- infinityシリーズ
  - infinity（2000年）：企画原案・シナリオ
    - Never7 -the end of infinity-（2000年）：企画原案・シナリオ

  - Ever17 -the out of infinity-（2002年）：企画原案・シナリオ
  - Remember11 -the age of infinity-（2004年）：シナリオ
- Close to 〜祈りの丘〜（2001年）：シナリオ
  - 想いのかけら -Close to-（2003年）：シナリオ
- EVE new generation（2006年）：シナリオ
- かまいたちの夜 ニワンゴ版（2006年）：シナリオ
- 12RIVEN -the Ψcliminal of integral-（2008年）：企画原案・シナリオ
- 極限脱出シリーズ
  - 極限脱出 9時間9人9の扉（2009年）：ディレクター・シナリオ
  - 極限脱出ADV 善人シボウデス（2012年）：ディレクター・シナリオ
  - ZERO ESCAPE 刻のジレンマ（2016年）：ディレクター・シナリオ
- STEINS;GATE 線形拘束のフェノグラム（2013年）：シナリオ
- パンチライン（2016年）：シナリオ
- AI: ソムニウム ファイルシリーズ
  - AI: ソムニウム ファイル（2019年）：ディレクター・シナリオ
  - AI: ソムニウム ファイル ニルヴァーナ イニシアチブ（2022年）：シナリオ
  - 伊達鍵は眠らない - From AI:ソムニウムファイル（2025年）：シナリオ監修
- ワールズエンドクラブ（2020年）：ディレクター・シナリオ[4]
- HUNDRED LINE -最終防衛学園-（2025年）：シナリオ

### アニメ
- パンチライン（2015年）：脚本
- あかねさす少女（2018年）：シナリオ原案

### リアル脱出ゲーム
- アイドルは100万回死ぬ（2016年）：企画原案・監修
- アイドルは100万回死ぬ2（2018年）：企画原案・監修